# Liste von Jugendspielern des SV Viktoria Aschaffenburg
Die Liste von Jugendspielern des SV Viktoria Aschaffenburg umfasst Fußballspieler, die seit der Vereinsgründung 1901 Mitglied in den Jugendmannschaften von Viktoria Aschaffenburg waren.

## Spieler
- Name: Nennt den Namen des Spielers.
- Nat.: Nennt die Nationalität unter der der Spieler bspw. bei der FIFA geführt wird (bei zwischenzeitlichen Nationenwechseln/Verbandswechseln immer die letzte angeben).
- Position: Nennt die Position des Spielers, die er vorrangig gespielt hat ohne Spezialisierungen wie Innen-, Außen- etc., da diese vor allem im Jugendbereich öfters wechseln.
- Altersklassen: Nennt die Altersklassen, in denen der Spieler im Verein angehört hat sowie die zugehörigen Zeiträume sofern bekannt.
- Erreichte Titel: Nennt eventuelle gewonnene Jugendtitel wie Meisterschaften, Pokalsiege, Youth League etc.
- Wechsel zu: Nennt die erste Station nach dem Verlassen des Nachwuchsbereiches des Vereins.

Hinweis: Aufgenommen werden nur Spieler, die durch ihre spätere Laufbahn unsere Relevanzkriterien erfüllen. Sortiert sind die Spieler standardmäßig alphabetisch. U23-Spieler (z. B. 2. Mannschaft) werden nicht aufgenommen, da diese Ebene nicht offiziell als Jugendmannschaft zählt.
| Spieler             | Nat.        | Position          | Vorverein                   | Altersklassen                                                     | Erreichte Titel       | Wechsel zu                  | TM.de |
| ------------------- | ----------- | ----------------- | --------------------------- | ----------------------------------------------------------------- | --------------------- | --------------------------- | ----- |
| Patrick Amrhein     | Deutschland | Mittelfeldspieler | SG Strietwald               | –07/2005: U19                                                     |                       | FC Carl Zeiss Jena U19      |       |
| Ingo Aulbach        | Deutschland | Mittelfeldspieler |                             | –07/1982: U19                                                     | U-20-Weltmeister 1981 | Viktoria Aschaffenburg      |       |
| Daniel Baier        | Deutschland | Mittelfeldspieler | TSV Mainaschaff             | 07/1998–07/1999: Jugend                                           |                       | TSV 1860 München U17        |       |
| Markus Brüdigam     | Deutschland | Abwehrspieler     | DJK Aschaffenburg           | 07/1994–07/2001: Jugend 07/2001–07/2003: U17 07/2003–07/2005: U19 |                       | Viktoria Aschaffenburg      |       |
| Sebastian Fries     | Deutschland | Stürmer           | TSV Wiesenfeld              | 07/2005–07/2006: Jugend 07/2006–07/2007: U17 07/2007–07/2008: U19 |                       | FC Carl Zeiss Jena U17      |       |
| Sebastian Göbig     | Deutschland | Abwehrspieler     | VfR Goldbach                | ?–?: Jugend                                                       |                       | SV Darmstadt 98 Jugend      |       |
| Sebastian Heidinger | Deutschland | Abwehrspieler     | FSV Wörth                   | –07/2001: Jugend                                                  |                       | Viktoria Aschaffenburg      |       |
| Herbert Hoos        | Deutschland | Abwehrspieler     |                             | –07/1982: Jugend                                                  |                       | 1. FC Kaiserslautern U19    |       |
| Egon Horst          | Deutschland | Abwehrspieler     |                             | –07/1957: Jugend                                                  |                       | FC Bayern München U17       |       |
| Ivo Iličević        | Kroatien    | Abwehrspieler     | 1. FC Südring Aschaffenburg | 07/1996–07/2001: Jugend 07/2001–07/2003: U17 07/2003–07/2004: U19 |                       | SV Darmstadt 98 U19         |       |
| Ernst Kreuz         | Deutschland | Mittelfeldspieler |                             | –07/1957: U17                                                     |                       | Viktoria Aschaffenburg      |       |
| Christoph Müller    | Deutschland | Torwart           | Eintracht Frankfurt         | 07/1988–07/1990: U17                                              |                       | 1. FC Nürnberg U17          |       |
| Markus Neumayr      | Deutschland | Mittelfeldspieler | SpVgg Hösbach-Bhf           | 07/1995–07/1998: U17                                              |                       | Eintracht Frankfurt U17     |       |
| Dominik Schad       | Deutschland | Abwehrspieler     | JSG Bachgau                 | 07/2009–07/2011: Jugend                                           |                       | SpVgg Greuther Fürth Jugend |       |
| Marcel Schäfer      | Deutschland | Abwehrspieler     | Eintracht Straßbessenbach   | 07/1996–07/1997: Jugend                                           |                       | TSV 1860 München U17        |       |
| Jochen Seitz        | Deutschland | Abwehrspieler     | TSV Heimbuchenthal          | 07/1992–07/1993: U17 07/1993–07/1995: U19                         |                       | Viktoria Aschaffenburg      |       |
| Tolga Ünlü          | Turkei      | Abwehrspieler     | Viktoria Mömlingen          | –07/2009: U19                                                     |                       | Viktoria Aschaffenburg      |       |
| Bernd Winter        | Deutschland | Mittelfeldspieler | FSV Mosbach                 | –07/1989: U19                                                     |                       | Viktoria Aschaffenburg      |       |